# HD 111226
HD 111226，又名CD-2410540，SAO 181105、HR 4857，是一颗恒星，视星等为6.44，位于銀經301.91，銀緯38.01，其B1900.0坐标为赤經12h 42m 34.6s，赤緯-24° 38.01′ 24″。